# 써브웨이인터내셔날비브이
써브웨이인터내셔날비브이(영어: Subway International B.V. 써브웨이[*])는 미국에 본거지를 둔 샌드위치 전문 레스토랑 체인이며. 한국은 1991년에 본격 진출하였다.